# Нарматов, Бегалы Ызаевич
Бегалы Ызаевич Нарматов — советский хозяйственный, государственный и политический деятель.

## Биография
Родился в 1957 году в селе Айгыр-Жал. Член КПСС.
С 1974 года — на хозяйственной, общественной и политической работе: помощник чабана, чабан, старший чабан в совхозе «Каныш-Кия» Чаткальского района Джалал-Абадской области Киргизской ССР, директор фермы «Максат» в Чаткальском районе.
Лауреат премии Ленинского комсомола Киргизской ССР. Заслуженный мастер животноводства Киргизской ССР.
Избирался депутатом Верховного Совета Киргизской ССР 11-го созыва, народным депутатом СССР от Джаны—Джольского национально-территориального избирательного округа № 328 Киргизской ССР.
Живёт в Чаткальском районе.